# Bill Stealey
John Wilbur 'Wild Bill' Stealey Sr. (nascido em 1947) é um tenente aposentado dos Estados Unidos, e atualmente o CEO da iEntertainment Network.
Stealey fundou MicroProse junto com Sid Meier em 1982, quando era major. Em 1995 ele fundou Interactive Magic, que posteriormente se tornou iEntertainment Network. Saiu em 1999 e posteriormente voltou como CEO em 2002.